# Украинское крестьянско-рабочее социалистическое объединение
Сель-Роб (Украинское крестьянско-рабочее социалистическое объединение, укр. Українське селянсько-робітниче соціалістичне об'єднання) — западноукраинская просоветская политическая партия крайне левого направления в междувоенной  Польше, основанная 10 октября 1926 на съезде во Львове по объединению двух партий: волынско-холмского национально-социалистического Сель-Союза (Украинского социалистического объединения — Крестьянского союза) и галицкой «Народной воли».

## История
«Сельроб» был создан при активном участии советских дипломатов и Коминтерна. Его политическая и социальная платформа была близка к платформе КПЗУ, провозглашая лозунги ликвидации помещичьего, государственного и церковного землевладения, социализации фабрик и заводов. По сути, партийное объединение основали как легальную пристройку КПЗУ, чтобы охватить те сферы политической жизни, которые были недоступны для коммунистов. Таким образом, западноукраинские коммунисты смогли работать в легальном поле политической системы Польши.

### Раскол
Так как в КПЗУ образовались две фракции (КПЗУ-большинство заняло национал-коммунистическую и антисталинистскую позицию, поддержав в партийной борьбе в КП(б)У Александра Шумского, КПЗУ-меньшинство отстаивало официальные взгляды советского руководства), осенью 1927 года «Сельроб» тоже раскололся — на «Сельроб-правицу», которая отстаивала независимую позицию от советского правительства, и «Сельроб-левицу», которая согласовывала свои действия с руководством УССР. В «Сельроб-левицу» перешли бывшие «народновольцы» — К. Вальчицкий, М. Заяц, К. Пелехатый и другие, вышедшие из ЦК «Сельроба». Среди оставшегося в «Сельробе» большинства был композитор С. Козицкий.

### Выборы
На выборы в польский сейм в начале 1928 года обе партии пошли отдельно. Несмотря на раскол и взаимные обвинения, на парламентских выборах 1928 года леворадикальные силы преуспели. За «Сельроб-правицу» проголосовало 217 тыс. избирателей, а за «Сельроб-левицу» — 160 тыс. В Волынском воеводстве «Сельроб-правица» вообще была самой влиятельной украинской политической партией. Большинство «Сельроба» получило 4 посольских мандата (С. Волынец, А. Сенюк, И. Федорук, М. Чучмай), «левица» — два (К. Вальницкий, М. Заяц). 

### Воссоединение
В мае 1928 года на съезде во Львове «Сельроб-левица» и большинство членов «Сельроба» (другая их часть перешла в левоцентристские партии) создали «Сельроб-Единство», стоявший полностью на позициях реорганизованной КПЗУ и КП(б)У; лидер — К. Вальницкий (др. деятели, кроме уже упомянутых: М. Дурделло, Д. Крайковский, С. Маковка, И. Яворский и др.).

### Структура
«Сельроб» имел трёхступенчатую организацию: Центральный комитет, уездные и сельские / городские ячейки. Печатные органы: «Сель-Роб», «Наша Жизнь», «Наше Слово», «Новая Жизнь». Наибольшее влияние «Сельроб» имел на Волыни и на Холмщине. На 1930 год «Сельроб» контролировал 66 % кооперативных объединений Волыни, однако на Галичине его влияние оставалось незначительным.

### Запрет
Успех «Сельроба» на выборах вызвал беспокойство польского правительства, что привело сначала к нескольким политическим судебным процессам, а впоследствии — и к запрету деятельности «Сельроба» 15 сентября 1932 года.